# Адров, Валерий Михайлович
Валерий Михайлович Адров (30 декабря 1937, Астрахань, РСФСР — 6 декабря 2016, Астрахань, Российская Федерация) — российский государственный деятель, депутат Совета Федерации от Астраханской области (1993—1995), полномочный представитель Президента РФ в Астраханской области (1996—1999).

## Биография
Окончил физико-математический факультет Астраханского педагогического института им. С. М. Кирова. Впоследствии окончил аспирантуру Московского государственного педагогического института им. В.И. Ленина. Кандидат философских наук.
Избирался секретарем комитета комсомола института, внештатным секретарем Астраханского областного комитета ВЛКСМ, членом Астраханского городского комитета КПСС.
В 1987—1990 гг. — секретарь парткома Астраханского педагогического института, 1989 г. — член Астраханского областного комитета КПСС, член президиума Астраханского областного комитета профсоюза учителей.
Возглавлял научно-исследовательскую деятельность Астраханского государственного университета, работая в должности проректора по науке. 
В 1991 г. был одним из основателей Демократической партии коммунистов России, которая первоначально существовала в составе КПСС, а позже была преобразована в Народную партию «Свободная Россия». Член Движения «Демократическая Россия» с 1991 г.
В 1990—1993 — народный депутат России, членом комитета по науке и образованию Верховного Совета, член Конституционной комиссии. Входил в парламентскую группу «Левый центр», был одним из организаторов фракции «Коммунисты за демократию», преобразовавшуюся во фракцию «Свободная Россия». Являлся ее координатором. На индивидуальной основе входил также в парламентскую «Коалицию реформ». На съездах голосовал против запрещения купли-продажи земельных участков, за приостановку действия 6-й статьи Конституции, за принятие «Декрета о власти». С сентября 1993 г. — член рабочей группы по рассмотрению проекта Конституции РФ, одобренного Конституционным совещанием, и подготовке предложений по выработке единого, согласованного проекта Конституции РФ.
24 сентября 1993 г. на Х чрезвычайном съезде народных депутатов РФ был лишен депутатских полномочий.
В 1993—1995 гг. — депутат Совета Федерации от Астраханского двухмандатного избирательного округа № 30, заместитель председателя Комитета по делам Федерации, Федеративному договору и региональной политике, членом Комиссии по Регламенту и парламентским процедурам.
В 1996—1999 гг. — полномочный представитель Президента РФ в Астраханской области.
Затем жил в Москве, преподавал общественные дисциплины в одном из столичных вузов.
Был женат, воспитал двоих сыновей.

## Награды и звания
Награжден медалью «Защитнику свободной России».